# François Andrieux
François-Guillaume-Jean-Stanislas Andrieux (Estrasburgo, 6 de mayo de 1759-París, 9 de mayo de 1833) fue un hombre de letras francés.

## Biografía
Nació en Estrasburgo en 1759. Asistió al colegio en su ciudad natal y se desplazó después a París para estudiar Derecho. Allí entabló amistad con Collin d'Harleville. Comenzó a ejercer de secretario del duque de Uzès y fungió también como letrado, pero parte de su atención estaba fijada en la literatura.
Sus obras, impregnadas de un estilo dieciochesco, figuran junto a las de d'Harleville como unas de las mejores comedias de intriga del periodo. Les Etourdis, una de sus comedias, se representó sobre las tablas en 1788, cuando recibió la aclamación de La Harpe.
Andrieux acogió la llegada de la Revolución y se hizo con un cargo bajo el nuevo Gobierno. Con la llegada del Terror, se retiró a Mevoisins. La Convención lo hizo juez civil de la Corte de Casación. Fue también uno de los miembros originales del Instituto. Estadista moderado, fue secretario y presidente del Tribunat, pero, junto a otros colegas, lo expulsaron por su actitud irreconciliable de cara a la creación del código civil.
Tras su incursión política, volvió a coger la pluma y produjo Le Tresor y Moliere avec ses amis, dos obras de teatro, en 1804. Ejerció también de bibliotecario de José Bonaparte y del Senado. Fue también profesor de Gramática y Literatura en la École polytechnique y en el Collège de France.
Ocupó el asiento número 38 de la Academia Francesa, de la que en 1829 se convirtió en secretario perpetuo. Ayudó en la redacción de su diccionario.
Falleció en París, en 1833, a los 74 años de edad.

## Obras
Ferviente opositor del romanticismo, que consideraba tendente a la subversión de la moral, desarrolló un gusto estrictamente clásico. Además de las ya mencionadas obras de teatro, destacan La Comedienine (1816), una de sus mejores comedias, y una tragedia, Lucius Junius Brutus (1830). Asimismo, escribió algunos relatos y fábulas, como La Promenade de Fenelon, Le Bulle d'Alexandre VI. y Meunier de Saint-Souci.

## Atribución
Este artículo incorpora texto de una publicación sin restricciones conocidas de derecho de autor:  Chisholm, Hugh, ed. (1910-1911). «Encyclopædia Britannica». Encyclopædia Britannica. A Dictionary of Arts, Sciences, Literature, and General information (en inglés) (11.ª edición). Encyclopædia Britannica, Inc.; actualmente en dominio público.

- Datos: Q970585
- Multimedia: François Andrieux / Q970585